# Cancelleria del Reich
La Cancelleria del Reich, en alemany Reichskanzlei, era el nom tradicional de l'oficina del canceller d'Alemanya (Reichskanzler) durant el període del Reich Alemany (1871 – 1945). La Cancelleria era l'òrgan responsable de la coordinació entre el canceller i la resta d'autoritats alemanyes i estava dirigida per un secretari d'Estat. La seva seu s'ubicava a l'antic palau del príncep Antoni Henryk Radziwiłł (1775 – 1833) a la Wilhelmstraße de Berlín. Entre el 1937 i el 1945, a causa dels llargs períodes que Adolf Hitler passava a Obersalzberg, la Cancelleria del Reich tenia una segona seu a Bischofswiesen, a prop del Berghof de Hitler.
Tant el palau com un nou edifici de la Cancelleria del Reich (acabat a principis de 1939) van ser greument danyats durant la Segona Guerra Mundial i enderrocats a la seva fi, seguint ordres de l'Administració militar soviètica.
Actualment, l'oficina del canceller alemany se sol anomenar Kanzleramt (Oficina del canceller) o, més formalment Bundeskanzleramt (Oficina del canceller federal). Aquest últim és també el nom de la nova seu de la Cancelleria, acabada l'any 2001. El terme Reichskanzlei també es refereix a diversos edificis que allotjaven els nivells superiors del govern d'Alemanya.

## Antiga Cancelleria del Reich

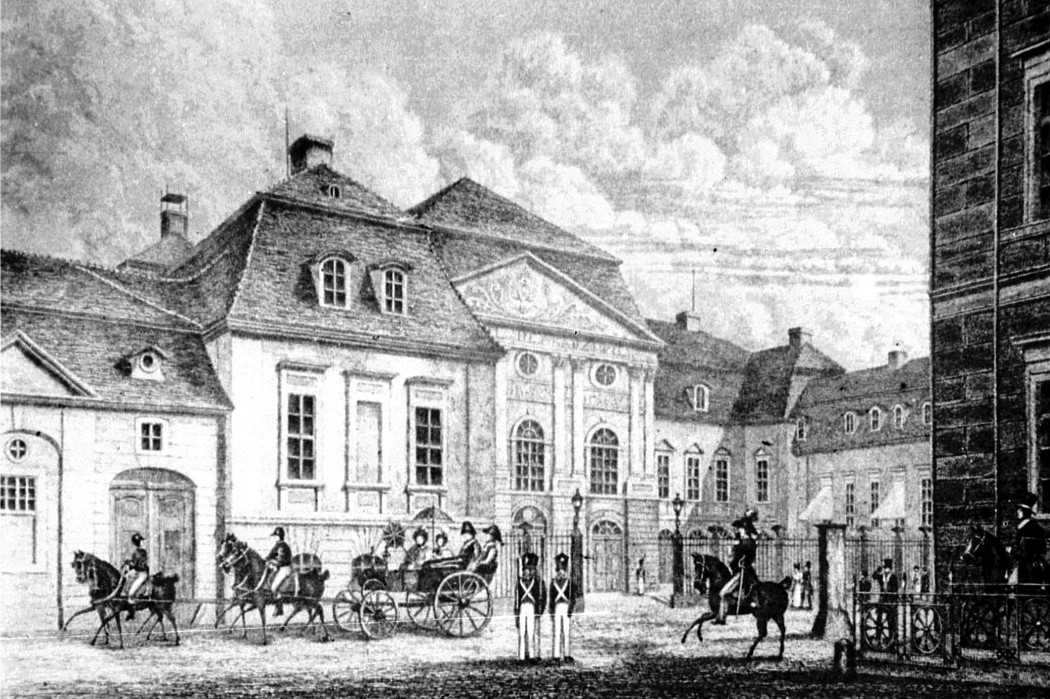
El palau Schulenburg circa 1830.

L'edifici fou construït el 1739 seguint l'estil barroc i, inicialment, fou la llar del príncep Antoni Henryk Radziwiłł.
Quan, l'1 de juliol de 1867, l'aliança militar de la Confederació Alemanya del Nord es va reorganitzar en un estat federal, es va crear l'oficina del Canceller Federal (Bundeskanzler) i es va situar la seva seu a la capital de Prússia, Berlín. El primer en ocupar-la fou Otto von Bismarck, el Primer Ministre de Prússia –i Canceller de l'Imperi Alemany a partir del 18 de gener de 1871, després de la unificació alemanya.
El 1869, el govern de Prússia havia adquirit el palau del difunt príncep Radziwiłł al número 77 de la Wilhelmstraße (antic "Palais Schulenburg") i el 1875 es van iniciar les reformes per a convertir-lo en la seu de la Cancelleria. Fou inaugurat durant el Congrés de Berlín (juny i juliol de 1878), durant el qual Otto von bismarck va fer de mediador per a la resolució de la crisi dels Balcans. Posteriorment, també va ser la seu de la Conferència de Berlín (1884 - 1885), on les potències occidentals es van repartir Àfrica.

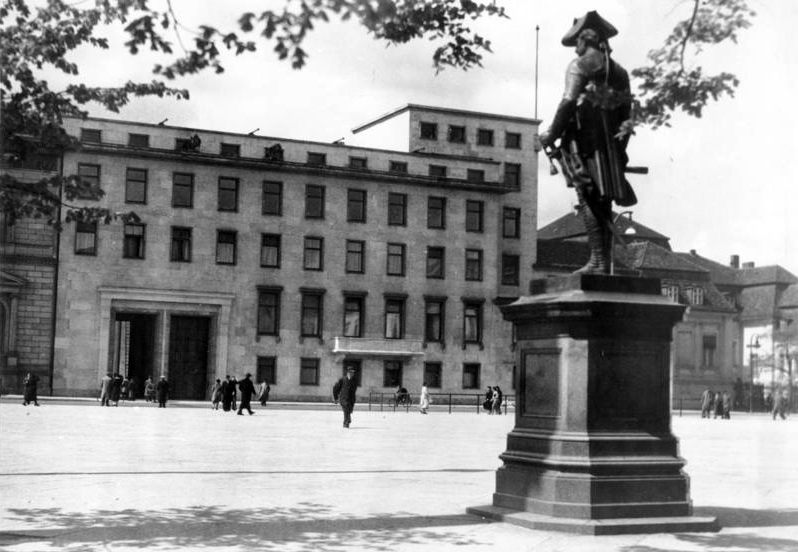
Annex de l'Antiga Cancelleria del Reich, 1939.

Durant la República de Weimar, la Cancelleria es va ampliar significativament gràcies a la construcció d'un annex modern, acabat el 1930. Durant els anys 1932 i 1933, l'edifici també va ser la residència de Paul von Hindenburg, el President del Reich, ja que la seva oficina situada al número 73 de la Wilhelmstraße era en reformes. Precisament fou durant aquest període quan Hindenburg va nomenar Adolf Hitler canceller (30 de gener de 1933); però el seu govern es reuniria poques vegades a l'edifici.
El 1935, els arquitectes Paul Troost i Leonhard Gall van redissenyar l'interior de la Cancelleria per tal que fos el domicili de Hitler. També hi van afegir una gran sala de recepcions, o sala de ball, i un conservatori al jardí, oficialment conegut com Festsaal mit Wintergarten. Aquesta última incorporació era única a causa del gran celler que duia fins a un metre i mig de profunditat, on es va construir un refugi antiaeri conegut com el Vorbunker ("búnquer superior"). Un cop completat, el 1936, es va anomenar oficialment "Refugi antiaeri de la Cancelleria del Reich". El 1943, veient l'increment de bombardejos aeris sobre Berlín, va començar la construcció per ampliar el complex de búnquers amb l'afegit del Führerbunker, situat dos metres i mig per sota del Vorbunker. Els dos búnquers es van connectar a través d'una escala situada en angle recte que permetia tancar els dos espais separadament.
Devastada pels atacs aeris aliats i gairebé completament destruïda durant la batalla de Berlín, les ruïnes de l'antiga Cancelleria del Reich no es van netejar fins al 1950.

## Nova Cancelleria del Reich

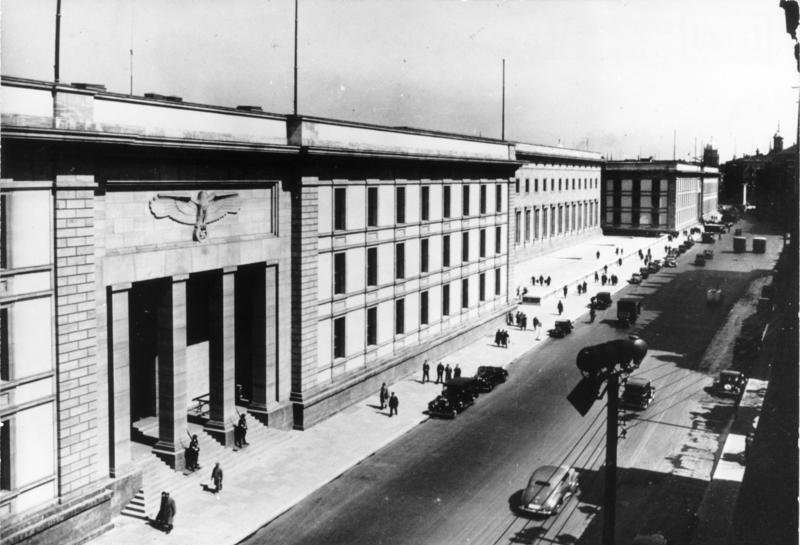
L'entrada a la Nova Cancelleria del Reich del carrer Voßstraße, any 1940.

En consonància amb la idea de reformar Berlín per convertir-la en la capital de les capitals, cap al final del gener de 1938, Adolf Hitler va assignar al seu arquitecte preferit, Albert Speer, la construcció de la Nova Cancelleria del Reich a la cantonada entre els carrers Voßstraße i Wilhelmstraße, demanant-li que l'edifici estigués enllestit en el termini d'un any. El palau havia d'ocupar una illa de cases completa; tenir un gran parc interior; integrar l'Antiga Cancelleria, el Palau Borsig del segle xix (situat a una cantonada) i comptar amb una caserna per a la Primera Divisió de les Waffen-SS (la divisió Adolf Hitler), que era la guàrdia de corps del führer. Tot i que a Berlín ja hi havia l'antic Palau Reial (Humboldt Forum), ni els presidents de la República de Weimar ni Hitler no el van fer servir a causa de la seva associació amb la monarquia. A més, el règim nazi volia reforçar Wilhelmstrasse com un símbol polític i, per això, van decidir construir la Nova Cancelleria en aquell indret.
Segons Speer, Hitler li va comentar que l'Antiga Cancelleria de Bismarck no li semblava adequada "per al seu ascens al rang d'un dels homes més grans de la història" perquè només era "apta per a una empresa de sabó" i, per tant, no complia els requisits per a ser la seu central del führer del Gran Reich Alemany. Tot i això, seguí sent la seva residència oficial, ja que Hitler vivia al Führerwohnung ("apartament del líder"). L'Antiga i la Nova Cancelleria compartien una gran zona enjardinada, amb el Führerbunker subterrani, on Hitler es va suïcidar el 30 d'abril de 1945.
Hitler va posar tot el costat nord de la Voßstraße a disposició de Speer, assignant-li la feina de crear grans sales i salons que "impressionin la gent". Speer va rebre llibertat absoluta –Hitler digué que el cost del projecte era "irrellevant"– i va rebre l'ordre de fer un edifici de construcció sòlida que estigués enllestit el gener següent per a poder-hi celebrar la recepció diplomàtica d'Any Nou.
A la seva autobiografia, Speer afirma que va completar la neteja del solar, el disseny, la construcció i l'equipament de l'edifici en menys d'un any. De fet, ja l'any 1935 es treballava en la planificació preliminar i en versions dels dissenys. A més, per a fer espai per a la Nova Cancelleria del Reich, els edificis del costat nord del carrer Voßstraße (núm. 2–10) ja havien estat enderrocats el 1937.
Unes 4.000 persones treballaven en torns en l'obra, de tal manera que el treball no s'hi aturava mai. El projecte es va concloure 48 hores abans del termini previst, fet que va donar a Speer la reputació de bon organitzador, un atribut que jugaria al seu favor per a ser nomenat, posteriorment, ministre d'armaments i director de treballs forçats. Speer narra que tota la mà d'obra que havia participat en la construcció (paletes, fusters, lampistes, etc.) van ser convidats a inspeccionar l'edifici acabat abans d'assistir a un discurs de Hitler a l'Sportpalast. Els detalls interiors no s'acabarien fins a principis dels anys quaranta. Al final, el projecte va costar més de 90 milions de Reichsmarks (equivalent a 370 milions d'euros del 2017). Un cop acabada, la Nova Cancelleria va acollir els ministeris del Reich.

A les seves memòries, Speer va descriure la impressió que la Reichskanzlei causava als visitants:
| « | Des de la Wilhelmsplatz qualsevol diplomàtic que arribés conduïa pel mig de les grans portes d'accés vehicular al Pati d'Honor. Després de ser rebut al pòrtic del pati interior, passava a una sala de recepcions de dimensions mitjanes, les portes de la qual fan quasi 5 metres d'alçada i donen accés a una gran sala revestida de mosaic. A continuació, puja diversos nivells i creua a través d'una sala circular amb sostre de volta i es troba davant seu una gran galeria de quasi 150 metres de llarg. Hitler va quedar especialment impressionat per la meva galería, ja que era dues vegades més gran que la Galeria dels Miralls del Palau de Versalles. N'estava encantat: «Durant la llarga caminada des de l'entrada fins a la sala de recepció, els estrangers es faran una idea del poder i la grandesa del Reich alemany!», va dir. Durant els mesos següents, va demanar els plans una vegada i una altra; però va intervenir molt poc en el disseny de l'edifici, tot i que estava dissenyat per a ell personalment. Em va deixar treballar lliurement. | » |

Les sales i habitacions per on es passava durant el trajecte fins a la sala de recepció de Hitler estaven decorades amb una gran varietat de materials i colors i feien un total de 220 metres de longitud. La pròpia galeria feia 147,5 metres de longitud i l'oficina de Hitler uns 400 metres quadrats de superfície. Ubicada al centre del complex, disposava de grans finestrals que tenien vista als jardins de la Cancelleria. Una gran portalada destacava a la façana interior l'entrada al despatx de Hitler. Com a totes les portes que hi donaven accés, dos soldats de la Primera Divisió de les Waffen-SS (Adolf Hitler) hi feien guàrdia amb els seus uniformes negres.
Des del seu exterior, la cancelleria tenia un aspecte sever i autoritari. Des de la Wilhelmplatz, els convidats hi entraven pel pati d'honor (Ehrenhof) i veien les dues estàtues de bronze de l'escultor Arno Breker que flanquejaven l'entrada principal de l'edifici: "Wehrmacht" i "Die Partei" ("Forces Armades" i "El Partit"). Es diu que Hitler va quedar molt impressionat per l'edifici i que va elogiar Speer molt més del que era habitual en ell, arribant a anomenar-lo un "geni". El seu gran estudi, decorat amb una fotografia de Bismarck i un globus terraqüi, era un dels indrets preferits del dictador. La taula gran de marbre que s'hi va instal·lar va ser molt útil per al führer, especialment des que l'estudi es va utilitzar per a conferències militars a partir de 1944. En canvi, la sala del Gabinet mai no es va utilitzar per al seu propòsit.
La Nova Cancelleria va patir seriosament els bombardejos aliats, especialment el que va dur a terme la Força Aèria estatunidenca el 3 de febrer de 1945, i va quedar força malmesa durant la batalla de Berlín, combatuda l'abril i el maig del mateix any, quan, per una banda, va rebre els impactes de l'artilleria soviètica i, de l'altra, va ser camp de batalla urbana en els últims intents defensius a la desesperada dels nazis. En efecte, durant la lluita a la capital del Reich, el Palau fou defensat per algunes divisions de l'Exèrcit Alemany i per les Waffen-SS. Fou durant aquesta batalla que Hitler va suïcidar-se al Führerbunker situat al subsol de la cancelleria. A la fi de la guerra, diverses seccions de la Nova Cancelleria (l'entrada des de Voßstraße, l'edifici annex a la Vella Cancelleria o les portes d'accés al pati d'honor) havien quedat molt malmeses o totalment enderrocades. Per contra, el parc interior i els accessos al búnquer no havien patit massa desperfectes i els Aliats van trobar en bon estat el cos central del Palau, incloent la gran galeria i el despatx de Hitler. L'Antiga Cancelleria tampoc no va quedar tan afectada.
Andrei Gromyko, qui seria ministre d'exteriors soviètic entre el 1957 i el 1985, va visitar el complex de la cancelleria poques setmanes després que acabessin els combats a Berlín. A les seves memòries, va relatar la seva impressió sobre la visita: "Hi vam arribar no sense dificultats. Edificis enrunats, trossos de metall i formigó deformats obstaculitzaven el pas. El vehicle no podia arribar a l'entrada de la Cancelleria. Hi vam haver d'arribar a peu..." Sobre la Nova Cancelleria afegia que "...estava pràcticament destrossada... Només aguantaven els murs, plens de metralla, tot era ple de grans forats dels projectils. Els sostres només sobrevivien parcialment. Les finestres, badallant per grans forats de petxines. Els sostres van sobreviure només en part. Les finestres es veien negres pel buit".

Un cop a l'interior,, Gromyko va observar les destrosses ocasionades pels combats:
Portes, finestres i canelobres -la majoria destrossats- eren testimoni del desgast de la batalla. Els pisos inferiors de la Cancelleria del Reich eren una representació del caos. Òbviament, la guarnició de la Ciutadella va oposar una resistència dura... Per tot arreu hi ha piles de travesses i sostres, tant metàl·liques com de fusta i enormes peces de formigó. A banda i banda d'un estret passadís hi havia certes cel·les disposades, totes erosionades per les explosions... Tot plegat produïa una impressió trista i angoixant. Si hi hagués cap fotografia d'aquesta ciutadella subterrània de Hitler, seria una il·lustració de l'infern de Dante; només cal que seleccioneu quin cercle.
Un cop la Segona Guerra Mundial havia acabat a Europa, la restes del que llavors era Berlín Oriental -el sector soviètic d'una ciutat dividida- van ser enderrocades per ordres de les forces d'ocupació soviètiques. Es rumoreja que parts de l'edifici van ser fetes servir per a construir el Memorial de guerra soviètic al parc Treptower o per reconstruir i renovar la parada del metro de Mohrenstraße U-Bahn, propera a la cancelleria; però els anàlisis petrògràfics dels materials utilitzats per a la construcció no ho confirmen. Part del marbre vermell (realment pedra calcària) aconseguit durant l'enderroc de la Nova Cancelleria del Reich també s'hauria utilitzat per a la construcció d'algunes estacions de metro de Moscou. Finalment, també es rumoreja que un calefactor tret d'una de les estances de Hitler es va utilitzar en un hospital protestant no gaire lluny de la cancelleria.
El 1961, la meitat occidental de la parcel·la va ser utilitzada pel govern d'Alemanya de l'Est per a l'establiment de l'anomenada "franja de la mort" adjacent al mur de Berlín i, durant la dècada el 1980, es va edificar un bloc d'apartaments de Plattenbau i una llar d'infants a la meitat est (al llarg de Wilhelmstraße).

### Galeria
- La Nova Cancelleria del Reich en construcció el 1938.
- La Nova Cancelleria del Reich fotografiada a la cruïlla dels carrers Hermann-Göring-Straße (ara Ebertstraße) i Voßstraße el 1939.
- La Nova Cancelleria del Reich fotografiada des de Voßstraße el 1939.
- El Pati d'Honor de la Nova Cancelleria del Reich Courtyard el 1939.
- La porta d'accés a la Nova Cancelleria del Reich el 1939.
- La galeria de marbre de la Nova Cancelleria del Reich el 1939.
- La sala d'estudi i treball de Hitler a la Nova Cancelleria del Reich el 1939.
- La sala del cabinet de la Nova Cancelleria del Reich
- La situació de l'Antiga (15) i la Nova (1) Cancelleriadel Reich, amb el Vorbunker i el Führerbunker (vermell, 10), entre el carrer Hermann-Göring-Straße (24), Voßstraße (25) i Wilhelmstraße (26).
- La cruïlla entre Wilhelmstraße i Voßstraße actualment, ocupada per un edifici d'habitatges i un restaurant xinès.
- Una part del Memorial de Guerra Soviètic al Parc Treptower, teòricament construït amb marbre vermell -realment granit- tret de la Nova Cancelleria del Reich.
- Una àguila de bronze nazi de la Nova cancelleria del Reich en exhibició al Museu Imperial de la Guerra britànic.